# Islamitische Jihad
Islamitische Jihad, volledige naam Islamitische Jihadbeweging in Palestina (PIJ, afkorting van Palestinian Islamic Jihad) (Arabisch: حركة الجهاد الإسلامي في فلسطين; Harakat al-Jihād al-Islāmi fi Filastīn), is een losse alliantie van verschillende militante Palestijnse splintergroeperingen, die werd opgericht in 1981. Het streeft naar de stichting van een islamitische staat in het historische Palestina en voert daartoe een gewapende jihad tegen Israël, dat zij beschouwen als een manifestatie van Westers imperialisme op islamitisch grondgebied. Sinds de Tweede Intifada voerden zij tientallen zelfmoordaanslagen uit.
De Islamitische Jihad kwam eind 1970'er jaren tot stand door de in Egypte studerende Palestijnen Fathi Shaqaqi, Abdul Aziz Odeh en Bashir Moussa, die zich hadden afgesplitst van de Moslimbroederschap. Na in 1981 uit Egypte verdreven te zijn na de moord op de Egyptische president Anwar Sadat door de Egyptische Islamitische Jihad, keerden ze terug naar Gaza waar de PIJ formeel werd opgericht.
Ideologisch staat de Islamitische Jihad niet ver van Hamas: het heeft tot doel de staat Israël te vernietigen en op de grondgebieden van de staat alsmede de Palestijnse gebieden (het 'gehele historische Palestina') een islamitische Palestijnse staat te vestigen. Ze onderhouden daarentegen wel nauwere banden met Iran en doen niet mee aan het politieke proces.
Hoewel de beweging dezelfde strijd voert als Hamas, heeft het een wat lossere structuur. De beweging doet geen werk op maatschappelijk gebied, zoals Hamas en de Libanese Hezbollahbeweging doen. De Islamitische Jihad heeft als enig middel het ondernemen van gewelddadige acties, met name zelfmoordaanslagen op Israëlische burgers. In de jaren negentig probeerde de Islamitische Jihad het Oslo-vredesproces door bomaanslagen te ondermijnen. De acties bestaan daarnaast uit beschietingen op Israël met zelfgemaakte raketten, uitgevoerd door de gewapende tak van de organisatie, de Al-Quds Brigades.
De organisatie wordt aangemerkt als een terreurbeweging door de Verenigde Staten, Europese Unie, Japan, Canada, Australië, Nieuw-Zeeland en Israël.